# 柯志恩
柯志恩（1962年4月29日—），中華民國政治人物、教育心理學者，中國國民黨籍，屏東縣潮州鎮人。現任立法委員、國家政策研究基金會（國民黨智庫）執行長、中國國民黨高雄黨部主任委員、淡江大學教育心理與諮商研究所教授，曾任淡江大學學務長、國民黨副秘書長、立法院厚生會秘書長、科技部審查委員、美国南加州大学人力資源中心訓練督導。
2016年獲得中國國民黨提名全國不分區立法委員並當選。 2020年參選板橋東區立法委員，敗選。
2022年參選高雄市市長，落選。2024年當選第十一屆不分區立法委員。
曾以《世界真奇妙》獲得第23屆金鐘獎電視金鐘獎教育文化節目主持人獎。

## 早年經歷
1962年出生於台灣屏東，其父親柯文福曾於1973年至1981年擔任屏東縣縣長。
1984年，從國立政治大學教育學系畢業後，至美國密西根州立大學攻讀教育學碩士，之後返台擔任大學講師並投身電視媒體工作。1988年以與梁旅珠在臺灣電視公司主持的節目《世界真奇妙》獲得第23屆金鐘獎教育文化節目主持人獎後， 再次赴美國南加州大学攻讀教育心理學博士，專研認知心理學。
1992年，回台在政治大學教育研究所兼課外，亦重新投入媒體工作，曾擔任TVBS《娛樂新聞》首任主持人、TVBS《兒童新聞》首任製作人，並參與多項公共電視節目及其他節目製作與主持工作。
在淡江大學教育心理與諮商研究所擔任所長。自2009年起擔任淡江大學學務長。

## 立法委員

### 第9屆
2016年，以教育專業獲得中國國民黨提名並當選全國不分區立法委員，後進入教育及文化委員會，於第3會期擔任召委。

#### 婚姻平權
2019年於司法院釋字第七四八號解釋施法表決中，於第二條、第四條投下同意票。

#### 爭取連任
2019年參選新北市第七選舉區（板橋東區）立法委員，最終以一萬兩千餘票之差敗給民主進步黨籍的羅致政。

### 第11屆
2023年11月，被國民黨列入不分區立法委員候選人名單第二位，後當選。

## 參選高雄市長
2022年6月29日，接受徵召代表中國國民黨參選高雄市市長，並於將戶籍遷到高雄市新興區，最終敗給尋求連任的民進黨籍市長陳其邁。
2024年4月20日，出任國民黨高雄地方黨部主委。

## 爭議

### 遭指控濫用公務車
2019年12月，柯志恩遭控經常利用立法院公務車前往競選行程，導致司機休息時間不足。針對指控，柯回應他的用途沒有問題。
2025年6月，此事再度被提起，柯志恩認為對方以不實言論侵害他的名譽，提出妨害名譽跟加重誹謗罪告訴。

## 選舉紀錄
| 年度 | 選舉屆數             | 選舉區                                 | 所屬政黨   | 得票數    | 得票率 | 當選標記 | 備註 |
| ---- | -------------------- | -------------------------------------- | ---------- | --------- | ------ | -------- | ---- |
| 2016 | 第九屆立法委員選舉   | 全國不分區及僑居國外國民立法委員選舉區 | 中國國民黨 | 3,280,949 | 26.91% |          |      |
| 2020 | 第十屆立法委員選舉   | 新北市第七選舉區                       | 中國國民黨 | 70,659    | 40.08% |          |      |
| 2022 | 第四屆高雄市市長選舉 | 高雄市                                 | 中國國民黨 | 529,607   | 40.16% |          |      |
| 2024 | 第十一屆立法委員選舉 | 全國不分區及僑居國外國民立法委員選舉區 | 中國國民黨 | 4,764,576 | 34.58% |          |      |

## 著作
- . 高寶國際. 2010. ISBN 9789861855141.
- . 高寶國際. 2006. ISBN 9861850112.
- . 高富國際文化. 2002. ISBN 9867806298.
- . 水晶. 2001. ISBN 9574674975.

## 廣播主持
- POP撞新聞 （週一時段），POP Radio聯播網

## 獎項
| 年份   | 獲提名                       | 獎項                             | 結果 | 参考   |
| 1988年 | 台視《世界真奇妙》，與梁旅珠 | 第23屆金鐘獎教育文化節目主持人獎 | 獲獎 | [ 11 ] |

2001年，以《柯志恩談母職心體驗》獲金鼎獎。

## 外部連結
- 柯志恩的Facebook專頁
- 柯志恩的Instagram帳戶
- YouTube上的柯志恩頻道